# Caccobius kelleri
Caccobius kelleri är en skalbaggsart som beskrevs av Olsoufieff 1907. Caccobius kelleri ingår i släktet Caccobius och familjen bladhorningar. Inga underarter finns listade.